# بطباط أرجواني
بطباط أرجواني (الاسم العلمي:Polygonum purpuratum) هي نوع من النباتات يتبع جنس البطباط من فصيلة البطباطية.